# Георги Чендов
Георги Чендов е културен и обществен деец.

## Биография
Роден е на 21 април 1920 г. Завършва начална педагогика, учи задочно право в Софийския университет, театрознание в Театралната академия и специализира режисура в Музикалната академия във Виена при проф. Александър Коло.
Работи като учител, журналист във вестник „Дунавски отечествен фронт“, началник на отдел „Култура“ при Градския народен съвет – Русе.
Участва в изграждането на Държавна опера - Русе (1949), член е на Художествения съвет, а от 1951 г. в продължение на 15 години е неин първи директор. От 1966 до 1980 г. е директор на Художествената галерия в града.
По време на ръководството му Русенската опера се утвърждава като първокласна музикална институция. Осъществяват се премиери на български и чуждестранни музикално-сценични произведения, гостуват известни композитори, диригенти, солисти.
Георги Чендов се изявява като оперен режисьор и либретист.
Автор е на книгите „Когато Русе беше Русчук“ (1985) и „Пауново перо“ (2006), на статии и рецензии в списанията „Българска музика“ и „Музикални хоризонти“, на множество материали в периодичния печат.
Умира на 29 януари 1987 г.